# Miękowo (województwo wielkopolskie)
Miękowo – wieś w Polsce położona w województwie wielkopolskim, w powiecie poznańskim, w gminie Czerwonak.
Wieś duchowna Miekowo (Mijakowo), własność cysterek owińskich położona była w 1580 roku w powiecie poznańskim województwa poznańskiego. W latach 1975–1998 miejscowość administracyjnie należała do województwa poznańskiego.